# Schwaben in Berlin

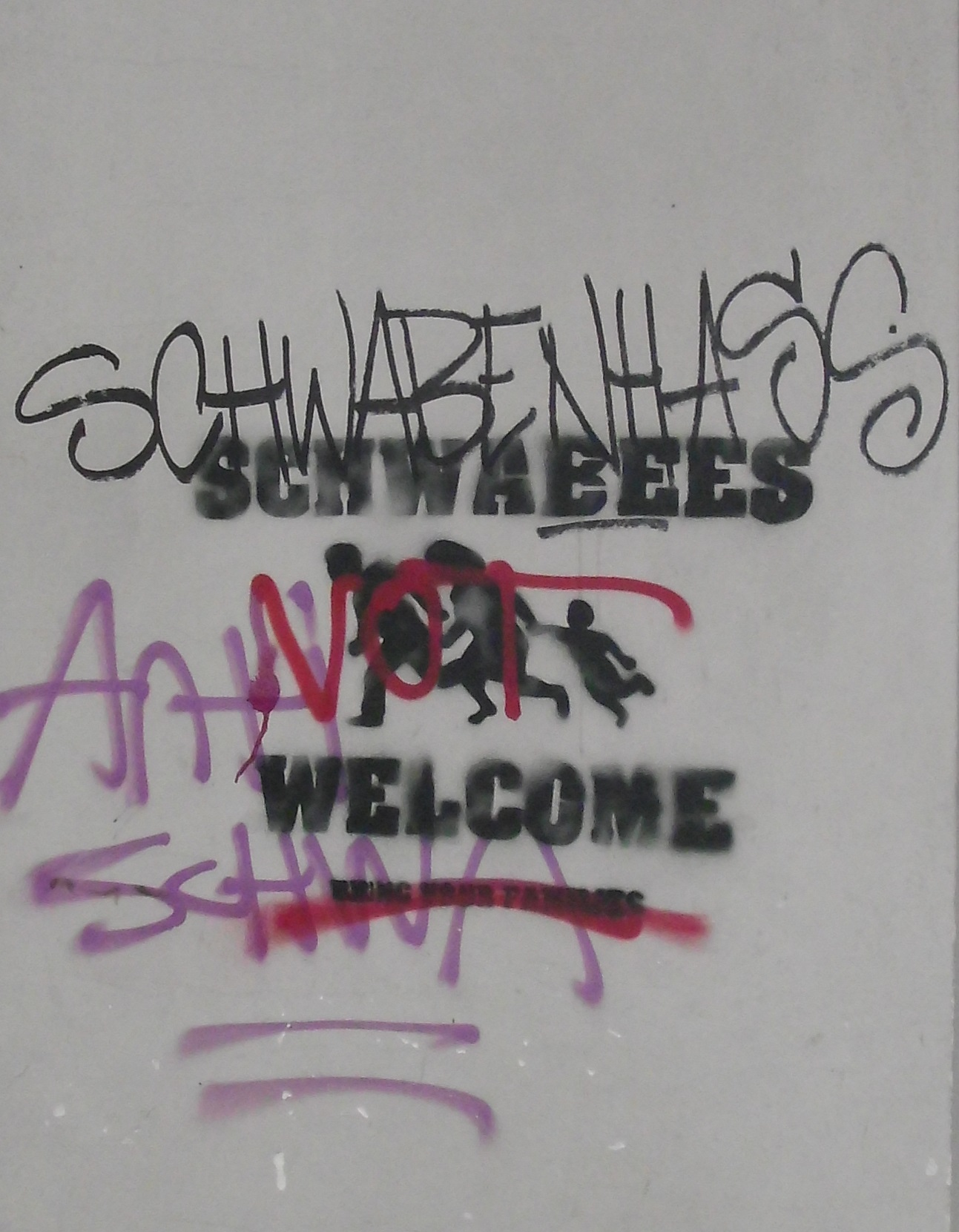
Graffiti in der Prenzlauer Allee 53 auf der Hauswand der Bäckerei Sporys, die als „Schwäbische Bäckerei“ beworben wird. (2014)

Schwaben in Berlin ist eine stereotype Bezeichnung für als spießig, wohlhabend und provinziell wahrgenommene Zugezogene, die den Prozess der Gentrifizierung in Berlin vorantreiben. Die Gruppe ist weder geographisch noch dialektal klar definiert und kann sich auch auf Zugezogene beziehen, die nicht aus Schwaben stammen. Das Klischee der „Schwaben“ hat seine Ursprünge im linksalternativen Milieu West-Berlins der 1980er Jahre und ist häufig Gegenstand von Theater, Kabarett, Satire und Feuilleton.

## Historische Ethnophaulismen für Schwaben

### Schwabenfeindlichkeit in Baden und der Schweiz

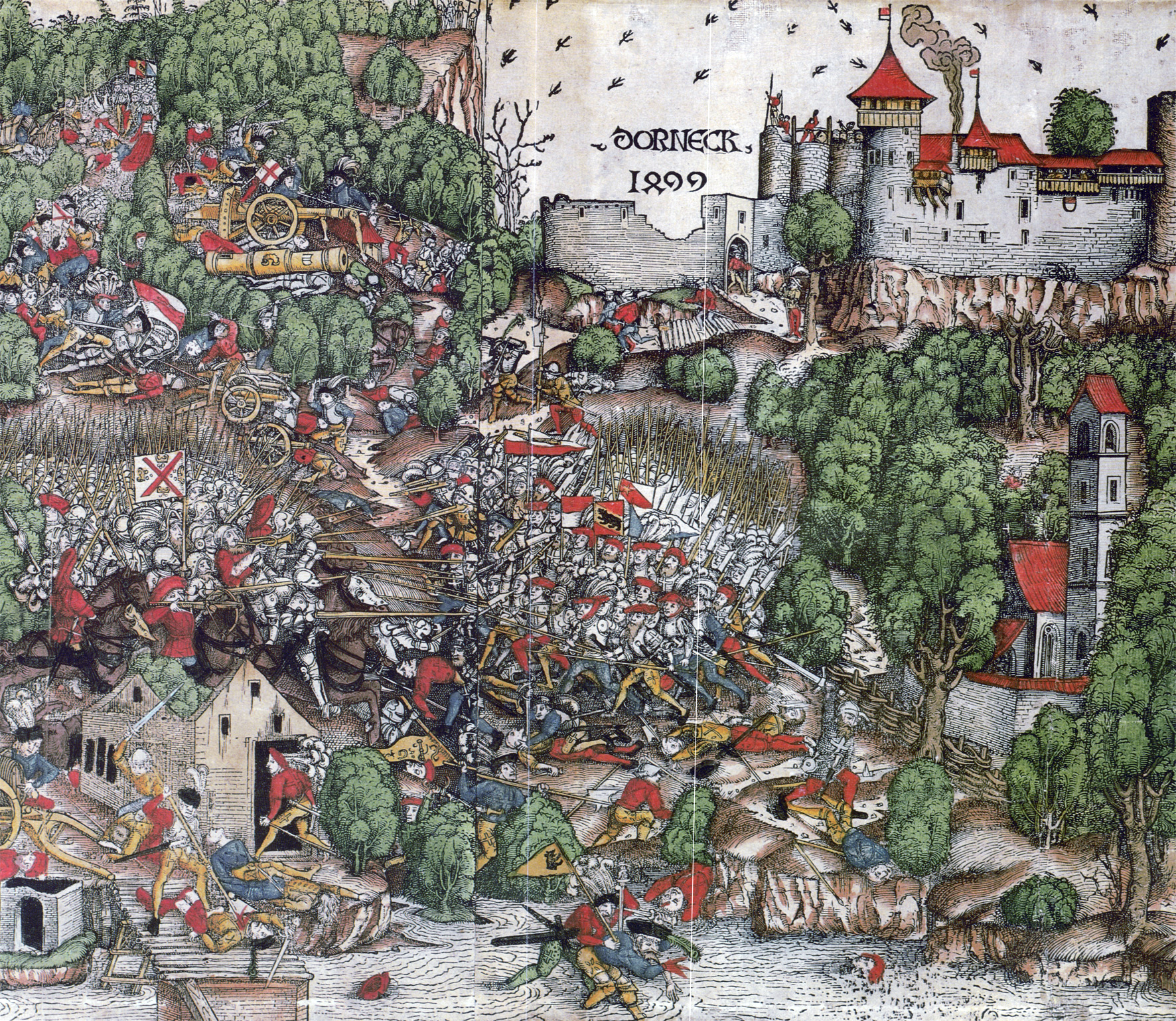
Holzschnitt der Schlacht bei Dornach während des Schwabenkriegs zwischen Eidgenossen und Schwaben (um 1500)

Schwabenfeindlichkeit wurde verschiedenen Gruppen in unterschiedlichen Zusammenhängen zugeschrieben. Heute gilt dies vor allem für die Konflikte zwischen Schwaben und Badnern. In einer Umdichtung des aus dem 19. Jahrhundert stammenden Badnerlieds wird der Neckar als „alte Schwabensau“ bezeichnet. Eine abwertende Bezeichnung für Badener in Schwaben ist Gelbfüßler. Konflikte zwischen Habsburgern und Eidgenossen führten im 15. Jahrhundert zum Schwabenkrieg. Im 19. Jahrhundert entstanden in der Schweiz die Schimpfwörter „Schwabe“ und „Sauschwabe“ für Deutsche, in den 1970er Jahren das Wort „Gummihals“. Im Elsässischen wurde das Wort „Schwob“ für Deutsche verwendet.

### „Schwaben“-Lehnwörter in Mittel- und Osteuropa
In verschiedenen Ländern in Mittel- und Osteuropa werden vom Wort „Schwaben“ abgeleitete Lehnwörter als abwertende Bezeichnungen für Deutsche verwendet. Es handelt sich dabei um als Ethnophaulismen, die sich nicht auf Menschen beziehen müssen, die aus der Region Schwaben stammen. In Polen entstand im 19. Jahrhundert das Wort „Szwab“. Bei den Magyaren bezogen sich in der aufkommenden ungarischen Nationalbewegung des 19. Jahrhunderts ähnliche Bezeichnungen als „Verachtung auf die Deutschen“, die in der Mehrheit Donauschwaben waren. Im ehemaligen Jugoslawien war die Bezeichnung „Schwabo“ für Deutschsprachige gebräuchlich und wird heute von Menschen verwendet, die von dort nach Deutschland ausgewandert sind. Die Schriftstellerin und spätere Nobelpreisträgerin Herta Müller verwendete in der 1982 im Band Niederungen in Bukarest erschienenen Erzählung Das schwäbische Bad zahlreiche Beschimpfungen gegen Schwaben. Sie löste damit einen Skandal unter den Banater Schwaben aus, die darin Nestbeschmutzung sahen.

## Schwaben in West-Berlin seit den 1960er Jahren

### Entstehung des Klischees
Das Klischee vermeintlich schwäbischer Zugezogener und die Abneigung gegen „Schwaben“ ist bereits in den 1980er Jahren im linksalternativen Milieu von Berlin-Kreuzberg und Schöneberg (etwa in der Potsdamer Straße), der Szene von Hausbesetzungen und Wohngemeinschaften und den Demonstrationen am 1. Mai dokumentiert. „Schwaben“ wurden mit „Wessis“ identifiziert, also Zugezogene aus allen Teilen Westdeutschlands. Im engeren Sinn wurden als „Schwaben“ Zugezogene aus Süddeutschland bezeichnet. Da insbesondere Schwäbisch und Badisch für Sprecher des Berliner Dialekts ähnlich klingen, unterscheiden sich Fremd- und Selbstzuschreibungen.

### Erklärungen
Der in Leonberg aufgewachsene Historiker und Publizist Götz Aly beschreibt den Zuzug von Studenten aus Baden-Württemberg nach West-Berlin seit den 1960er Jahren und ihre Dominanz in der 68er-Bewegung in mehreren Beiträgen. In einem in der taz veröffentlichten Streitgespräch mit Katharina Rutschky vertritt er die Ansicht, die Mehrheit der Studenten an der FU Berlin seien „Krawallschwaben“ gewesen, also junge Menschen aus dem süddeutschen Raum, die aus autoritären Elternhäusern stammten. In seinem Buch Unser Kampf 1968 – ein irritierter Blick zurück (2008) erklärt Aly die Abwanderung junger Menschen aus Baden-Württemberg nach West-Berlin mit der dort vorherrschenden liberalen Atmosphäre:

„Die alte Bundesrepublik exportierte in den Sechziger- und Siebzigerjahren Jugendliche, die unter dem heimatlichen Modernisierungsstau rebellisch geworden waren, ins vergleichsweise freiheitliche, nicht von nachbarschaftlicher Sozialkontrolle durchherrschte Westberlin, und dort schlugen die Repressionsflüchtlinge erst recht über die Stränge. Anschließend mokierten sich Politiker wie Filbinger oder Strauß über die angeblich unfähigen Berliner Stadtregenten, die der importierten Plage ratlos gegenüberstanden und sich an der Frage zerstritten, ob sie ihre betonte und bislang bewährte Reformfreude beibehalten oder zu reaktionärerer, gewissermaßen süddeutscher Härte übergehen sollten.“

Aly schlägt in Anlehnung an den Länderfinanzausgleich scherzhaft „eine Reparationsleistung der konservativen Weststaaten an Berlin“ vor: „20 000 Euro pro westdeutschem Repressionsflüchtling, zu verzinsen mit fünf Prozent seit dem 1. Januar 1970 bis zum 31. Dezember 2007“. Dies ergebe im Jahr 2008 mit Zinsen 95.979,63 Euro. Bei einer Schätzung von 100 000 nach West-Berlin zugewanderten jungen Menschen wären laut Aly zehn Milliarden Euro als Ausgleichszahlung fällig.
Das von Aly angesprochene Milieu wird aufgrund seiner pietistischen Prägung auch als Pietcong (Kofferwort aus „Pietismus“ und „Vietcong“) bezeichnet. Der in Schwäbisch Hall aufgewachsene SPD-Politiker Erhard Eppler war von Herbert Wehner so bezeichnet worden. Der in Neckargröningen geborene Journalist Ulrich Kienzle bezeichnete die Pietisten als die „schwäbischen Taliban“. Als bekanntestes Beispiel gilt die in einer schwäbischen Pfarrersfamilie aufgewachsene RAF-Terroristin Gudrun Ensslin, die an der FU Berlin studierte.

### Künstlerische und satirische Rezeption
- In der ersten Folge der Serie Liebling Kreuzberg (1986) empfängt der Kreuzberger Anwalt Robert Liebling (Manfred Krug) seinen neuen Mitarbeiter Dr. Giselmund Arnold (Michael Kausch), der zuvor zwei Jahre in Stuttgart gearbeitet hat. Liebling lobt sein „schönes, verständliches Deutsch“.[28]
- 1988 begann der in Stuttgart geborene Kabarettist und Moderator Albrecht Metzger mit einer Reihe von Theaterstücken in Kreuzberg über Schwaben im damaligen West-Berlin unter dem Titel Schwabenoffensive.[29] Das erste Stück trug den Titel Komm du bloß hoim. Ein Stück für Schwaben und Schwabenhasser.[30][31] Ursprünglich wollte Metzger in Berlin einen Kongress organisieren, auf dem sich alle in Berlin lebenden Schwaben versammeln sollten. Auf dem „Schwäbischen Kosmos“ sollten Koryphäen Kurzreferate auf Schwäbisch halten. Der Senat bewilligte jedoch nur Mittel für Metzgers Theaterprojekt.[32]
- Verschiedene Spaß- und Kommunikationsguerilla-Aktionen persiflierten bundesdeutsche Debatten über Ausländerpolitik. 1995 kandidierte der als Der wahre Heino bekannte Sänger Norbert Hähnel für die Spaßpartei Kreuzberger Patriotische Demokraten/Realistisches Zentrum für die Abgeordnetenhauswahlen. Ein Wahlversprechen lautete „kein Asyl für Schwaben“.[33] Die Partei forderte bereits 1989 eine „Zuzugssperre für Süddeutsche, insbesondere Schwaben“. Falls dies grundgesetzlich nicht umzusetzen sei, solle eine „Rückkehr- bzw. Dortbleibprämie“ ausgelobt werden.[34] Gefordert wurde außerdem die „Abschiebung straffällig gewordener Schwäbinnen und Schwaben“.[35] Im 1996 erstmals erschienenen Handbuch der Kommunikationsguerilla der aus süddeutschen Zugezogenen bestehenden „autonomen a.f.r.i.k.a.-gruppe mittlerer neckar“ wurde die Forderung der Prämie übernommen.[36] Der Berliner Senat hatte 1975 eine Zuzugssperre für Ausländer in Kreuzberg, Tiergarten und Wedding beschlossen.[37] Der baden-württembergische Ministerpräsident Hans Filbinger hatte 1975 eine Rückkehrprämie für Ausländer gefordert.[38] 1990 sprach sich sein Amtsnachfolger Lothar Späth für Rückkehrprämien für Übersiedler aus der DDR aus.[39] Skulptur „Die Sieben Schwaben“ von Hans-Georg Damm am Fehrbelliner Platz (1978)

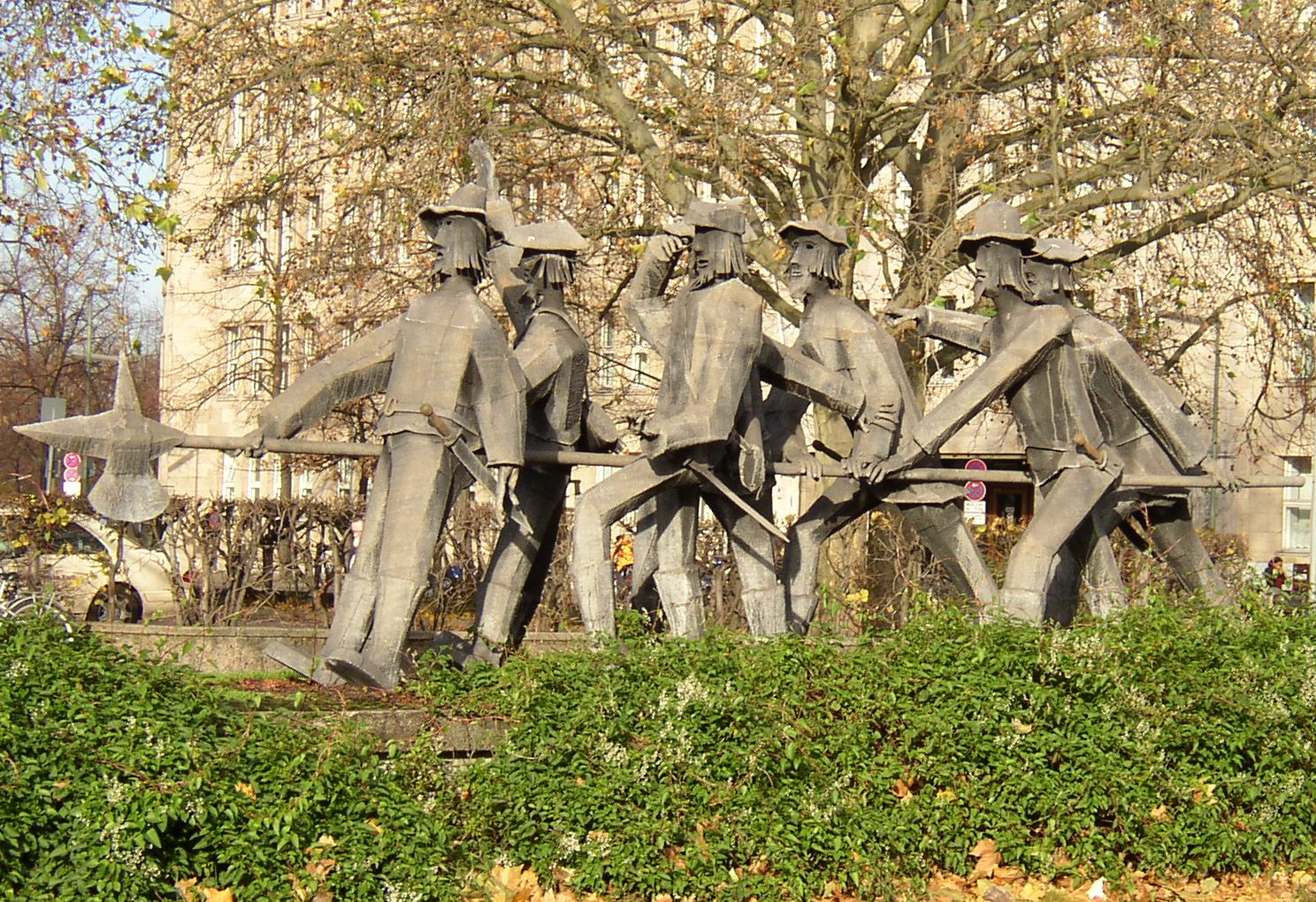
Skulptur „Die Sieben Schwaben“ von Hans-Georg Damm am Fehrbelliner Platz (1978)

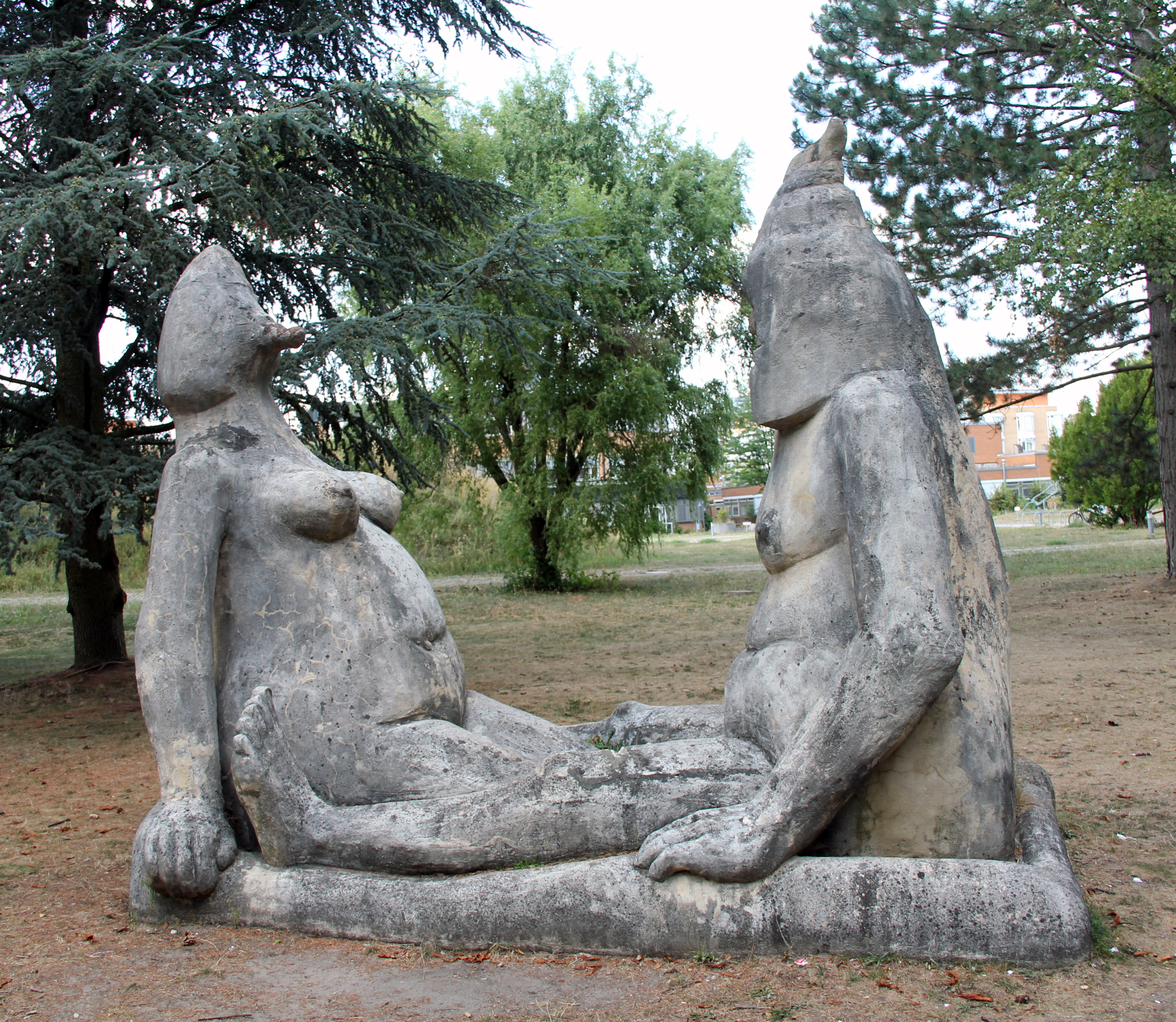
Skulptur „Schwäbische Floßfahrer“ von Peter Lenk in Berlin-Zehlendorf

- 1997 veröffentlichte der Essayist Michael Rutschky im Merkur eine an das Genre des Bildungsromans angelehnte Erzählung über die im pietistischen Schwaben aufgewachsene Kreuzbergerin Gerlinde Stürzenbecher, die in sein Buch Lebensromane (1998) einging.[40]
- Der im oberschwäbischen Bad Saulgau geborene Regisseur Erwin Michelberger drehte 1999 den Dokumentarfilm-Essay Blumen lieben oben über die ebenfalls dort geborene Ingrid Rogge, die 1979 unter ungeklärten Umständen in einem Haus in der Kreuzberger Waldemarstraße zu Tode kam. Ihr Skelett wurde dort erst 1985 entdeckt.[41] Die Schriftstellerin Marie-Luise Scherer hatte darüber 1987 eine Reportage im Spiegel veröffentlicht und darin das Milieu der Hausbesetzer geschildert, in das sich junge Menschen aus dem Schwäbischen flüchteten.[42]

- Der in Bremen geborene und in den 1980er Jahren nach Kreuzberg gezogene Schriftsteller Sven Regener beschreibt Schwaben im Kreuzberg der 1980er Jahre in verschiedenen, seit den 2000er Jahren erschienenen Romanen, darunter Herr Lehmann (2003),[43] Der kleine Bruder (2008), Magical Mystery (2013) und Wiener Straße (2017).[44] Darin tritt die Figur des wohlhabenden Kneipenwirts Erwin Kächele auf, der in Der kleine Bruder als „Schwabensau“ bezeichnet wird.[45] Regener nannte Schwabenhasser in einem Interview „Rassisten“.[46] Kreuzberg sei durch die Sanierungstätigkeit von Zugezogenen aus Schwaben „gerettet“ worden.[47]

- Zwei Skulpturen stellen Schwaben im öffentlichen Raum Berlins dar: Die 1978 errichtete Skulptur Die Sieben Schwaben von Hans-Georg Damm auf einer Straßeninsel am Fehrbelliner Platz und die Skulptur Schwäbische Floßfahrer von Peter Lenk.[48] Lenk wollte sie in den 1980er Jahren auf dem Kurfürstendamm aufstellen, was jedoch nicht zustande kam.[49] Sie steht heute in der Walterhöferstraße in Berlin-Zehlendorf. Nachdem der Bezirk Wilmersdorf Damms Skulptur zunächst nicht ankaufte, bekundete Daimler in Stuttgart Interesse. Der in Stuttgart geborene Verleger Franz Karl Maier, Herausgeber des Tagesspiegels, spendete dem Bezirksamt 50.000 DM, sodass die Skulptur 1991 angekauft werden konnte.[50]

## Schwaben in der Gentrifizierungsdebatte

### Schwaben in Berlin und Ostdeutschland seit 1990
Das in den 1980er Jahren geprägte Klischee der Schwaben setzte sich im nach Wende und Wiedervereinigung geeinten Berlin fort, als viele Menschen aus West-Berlin und den alten Bundesländern in günstige Wohnungen im Ostteil der Stadt sowie in Städte in Ostdeutschland zogen oder dort an Hausbesetzungen teilnahmen. 1990 kam es im Zusammenhang mit der Räumung der Mainzer Straße in Friedrichshain zu Randalen. Der Regierende Bürgermeister Walter Momper (SPD), dessen Koalition dadurch später zerbrach, sagte dem Spiegel in einem Interview mit der Überschrift „Die Besetzer sprechen Schwäbisch“:

„Die Herkunft der Festgenommenen nach den Krawallen dieser Tage hat gezeigt, daß es sich eindeutig um einen Randale-Export von West nach Ost gehandelt hat. Die Sprache der Besetzer ist bekanntlich Schwäbisch. In Kreuzberg etwa dominieren jene Kinder der süddeutschen Kleinstädte, die sich hier austoben und die verpaßten Indianerspiele ihrer Jugend nachholen – womit ich die Intensität der Gewalt nicht verharmlosen will.“

Der Tübinger Journalist Philipp Maußhardt schrieb 1991 in der Zeit eine satirische Reportage unter der Überschrift Wie sag ich’s meinem Schwaben? über drei Hausbesetzer aus Jena, die den neuen Besitzer ihres Hauses in Schwaben besuchen und dort mit ihm über die Miete verhandeln.

### Klischees seit den 2000er Jahren: „Ökoschwaben“, „Porno-Hippie-Schwaben“, „Schwabylon“
Seit den 2000er Jahren berichteten überregionale Medien über Lebensweisen Zugezogener in Berlin-Prenzlauer Berg mit seinen Gründerzeitvierteln. Dazu gehört eine häufig zitierte Reportage von Henning Sußebach im Zeit Magazin Leben aus dem Jahr 2007, auf die der Begriff Bionade-Biedermeier sowie der Typus des „Ökoschwaben“ und „Pornobrillenträgers“ zurückgeht. Einen großen Biosupermarkt am Senefelderplatz bezeichnet Sußebach darin „Kathedrale der Ökoschwaben“. Ein bereits früher gängiger Typus ist der „Ökospießer“, der eine ökologisch bewusste mit einer spießbürgerlichen Lebensweise verbindet. Die Bezeichnung wurde häufig für Politiker der Grünen aus Baden-Württemberg gebraucht. Häufig wird mit den Schwaben das Klischee des „Häuslebauers“, das mit dem hohen Anteil von Einfamilienhäusern in Baden-Württemberg zusammenhängt, und die Redensart „Schaffe, schaffe, Häusle baue“ verbunden.
2008 prägte das Stadtmagazin Zitty den Typus des „Porno-Hippie-Schwaben“, eine „wohlhabende Weiterentwicklung des Latte-macchiato-Trinkers, der in aller Regel in den Medien oder der Werbung arbeitet“. In einer Online-Umfrage wurde der Typus zum größten Feindbild des Jahres gewählt. Das Feindbild des Schwaben wurde von Harald Martenstein mit dem des Hipsters und des Touristen (siehe Overtourism) verglichen. Die Gruppe „Hipster Antifa Neukölln“ hieß 2012 auf Schildern ironisch Hipster, Touristen und Schwaben willkommen.
Seit den 2010er Jahren wurde über Aufkleber mit der Aufschrift „Welcome to Schwabylon“ berichtet., wobei der Begriff „Schwabylon“ schon früher verwendet wurde, so von Leopold Marx in seinem Werk „Purim in Schwabylon“, das zu Purim im März 1935 geschrieben und von der Stuttgarter Jüdischen Kunstgemeinschaft aufgeführt wurde. Der in Spandau geborene DJ und Loveparade-Gründer Dr. Motte sagte 2019 im Zusammenhang mit der Auflösung einer Party wegen Ruhestörung: „Berlin wird immer mehr zu Schwabylon“. Vereinzelt wird für mit dem Klischee der Schwaben verbundene Aspekte von Gentrifizierung der Begriff „Schwabifizierung“, „Schwabylonisierung“ und „Stuttgartisierung“, für Schwabenfeindlichkeit der Begriff „Schwabismus“ (Kofferwort aus „Schwaben“ und „Rassismus“) verwendet. Der Club About Blank veranstaltete 2013 eine 48-stündige Party namens Homopatik Schwabylon. Ein schwäbisches Restaurant in Berlin-Neukölln verwendete den Namen „Schwabylon“.

### Zahlen zu Schwaben in Berlin
Da die häufig als fiktive Gruppe dargestellten Schwaben sich nicht als Bevölkerungsgruppe innerhalb der Bevölkerung von Berlin bestimmen lassen, liegen keine Statistiken zu ihrer Größe und ihrer Bedeutung für die Einwohnerentwicklung von Berlin vor. Häufig wurden Schwaben scherzhaft als „zweitgrößte Minderheit“ nach den Türken in Berlin bis 1990 bezeichnet. Die tatsächlich zweitgrößte Minderheit in der Stadt waren 2019 Araber in Berlin. Albrecht Metzger verwendete in einem Theaterstück die fiktive Zahl von 100.000 Schwaben in Berlin, später war von 200.000 die Rede. In zahlreichen Artikeln wurde eine unbelegte Zahl von 300.000 Schwaben in Berlin genannt. Die meisten innerdeutschen Zuzüge nach Berlin kamen der Rheinischen Post zufolge 2013 aus Brandenburg. Die Berliner Morgenpost ermittelte 2016, dass Stuttgart nur auf Platz 12 in der Rangliste der Städte mit den meisten Zugezogenen in Berlin kommt, den ersten Platz belegte Hamburg. Der Tagesspiegel berichtete 2016, dass die zwischen 2011 und 2014 nach Berlin gezogenen Beamten zu drei Vierteln aus Baden-Württemberg kamen. Dies ging aus einer Anfrage des Grünen-Abgeordneten Benedikt Lux hervor.

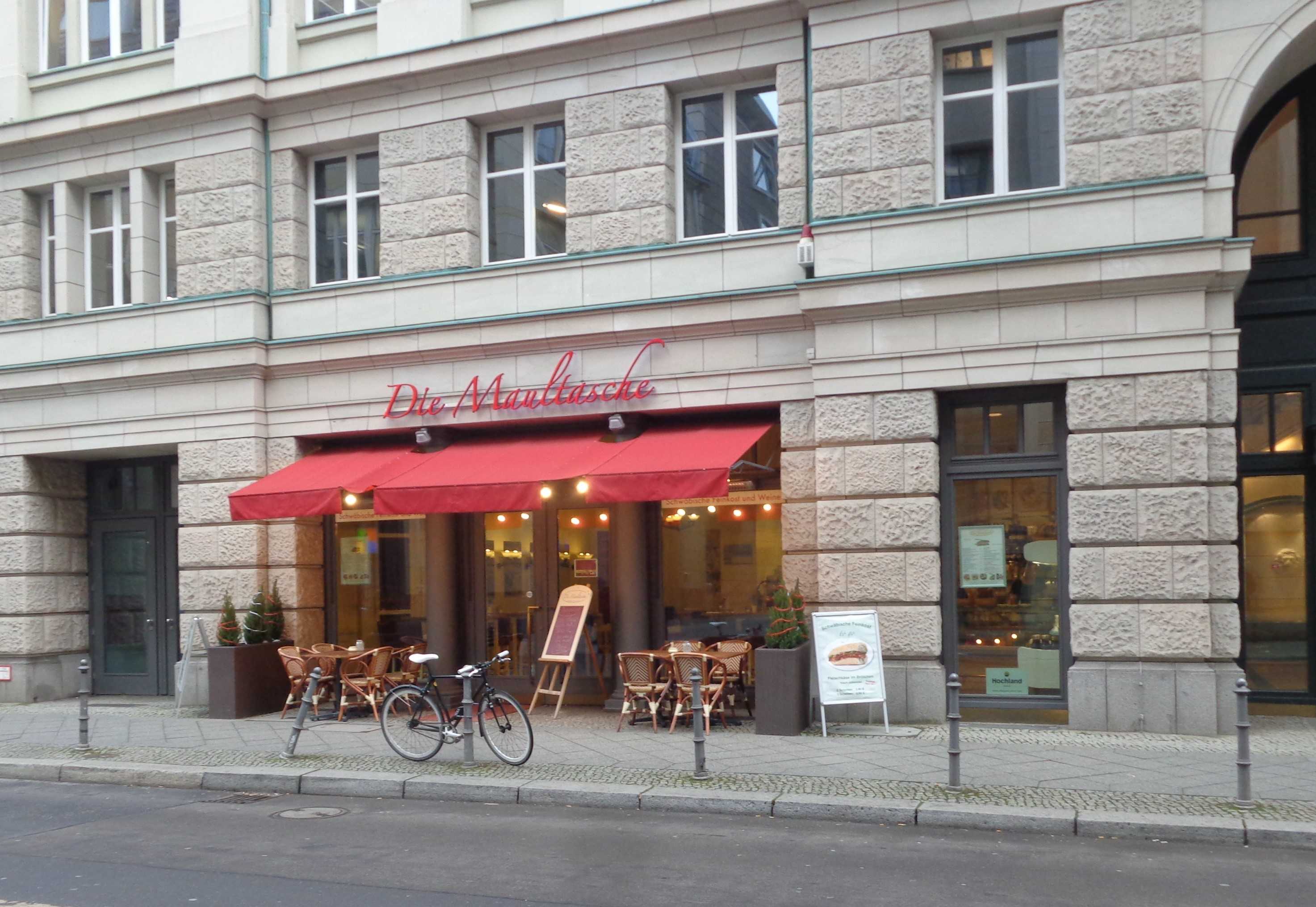
Schwäbisches Restaurant in Berlin-Mitte (2018)

Zahlreiche Medien listeten prominente Schwaben in Berlin auf und porträtierten einzelne Personen. Hans Peter Schütz konstatierte 2009 im Stern, eine „Schwabenmafia“ habe an Einfluss im politischen Berlin gewonnen, und nannte als Beispiele unter anderem Wolfgang Schäuble, Volker Kauder, Annette Widmann-Mauz, Rainer Arnold und Norbert Barthle. Der in Pforzheim geborene Theaterkritiker Peter Laudenbach listete 2011 im Stadtmagazin Tip einflussreiche Schwaben im Berliner Kulturbetrieb auf, darunter der Theaterintendant Ulrich Khuon, die Choreografin Sasha Waltz und ihr Partner Jochen Sandig sowie der langjährige Berlinale-Chef Dieter Kosslick. In einer Serie namens Schwaben in Berlin porträtierte die Stuttgarter Zeitung ab 2016 prominente Schwaben in Berlin, darunter den Regisseur Andres Veiel und den ehemaligen Polizeipräsidenten Klaus Kandt. Sie wies auf die Bedeutung schwäbischer Zugezogener für die Berliner Clubszene hin.

### Berichte über „Schwabenhass“
Seit 2008 berichteten überregionale Medien über „Schwabenhass“ in Form von Graffiti mit den Slogans „Schwaben raus!“ oder „Schwaben verpisst euch!“. Auf Plakaten und Hauswänden im Berliner Stadtteil Prenzlauer Berg waren Slogans wie „Schwaben töten“, „Wir sind ein Volk. Und ihr seid ein anderes“ oder „Ostberlin wünscht dir eine gute Heimfahrt“ zu lesen. Am Helmholtzplatz waren 2008 Plakate mit folgender Aufschrift zu sehen: „Schwaben in Prenzlauer Berg spießig, überwachungswütig in der Nachbarschaft und kein Sinn für Berliner Kultur. Was wollt ihr eigentlich hier???“ Deutschlandweit erregte 2011 ein Mann Aufsehen, der in Wohnungseingängen Kinderwagen angezündet hatte, gab „Hass auf Schwaben im Prenzlauer Berg“ als Begründung an. Er wurde 2011 wegen Sachbeschädigung durch Brandstiftung in elf Fällen verurteilt.

### Erklärungen und Kritik des „Schwabenhasses“
In der seit den 2000er Jahren in den Medien geführten Debatte um die Gentrifizierung Berlins dienen Schwaben laut Tagesspiegel als Symbol für „Mietpreistreiber und Speerspitze der Gentrifizierung“. Zugleich wird die Bezeichnung „Schwaben“ laut Frankfurter Allgemeine Zeitung als Synonym für pedantische und kaufkräftige Zugezogene aus dem Süden und Westen der Republik verwendet. Ihnen werde von Berlinern ein mangelnder Sinn für „Berliner Kultur“ und Spießigkeit vorgeworfen, die sich auf die Bezirke übertrage.
Der in Waiblingen geborene und in den 1960er Jahren nach West-Berlin gezogene Stadtsoziologe Hartmut Häußermann bezeichnete die Gruppe der Schwaben 2011 als „Sündenbock“. Der Schwabe sei leicht am Dialekt erkennbar und stehe mehr als alle anderen Bevölkerungsgruppen für Effizienz, Leistung, Sparsamkeit, Wohlstand sowie die Kehrwoche. Diese Eigenschaften wünsche sich das alternativ geprägte Berlin nicht, so sich das Feindbild „Schwabe“ etabliert habe. Häußermann, der seit den 1990er Jahren am Kollwitzplatz in Prenzlauer Berg lebte, sagte dem Tagesspiegel 2011: „Wir wissen ja bis heute nicht, ob das drei oder vier Leute sind, die diese Poster kleben, oder ob das eine breite Stimmung ist.“ Zudem sei das Phänomen auf den Prenzlauer Berg beschränkt. Den Begriff der „Gentrifizierung“ lehnte Häußermann für die Entwicklung in Prenzlauer Berg ab, da er ein „politischer Kampfbegriff“ geworden sei.
Der in Ost-Berlin aufgewachsene Andrej Holm, Schüler Häußermanns, verwendet den Begriff der Gentrifizierung in seinen Büchern zur Stadtsoziologie Berlins nach 1990. Er beschäftigte sich ab 2008 auf seinem Gentrification Blog mit dem Phänomen des Schwabenhasses. Holm bezeichnete die Debatte um Schwabenhass in der taz als „Scheindiskussion“, da die Wanderungsbewegungen nach Berlin aus verschiedenen Gebieten kämen und sich die Abneigung der Menschen in Ost-Berliner Bezirken gegen Zugezogene nicht auf eine bestimmte Bevölkerungsgruppe richte. Der in Göppingen geborene Ethnologe Wolfgang Kaschuba erklärte das Phänomen der gestiegenen Aufmerksamkeit für Schwaben in Berlin im Tagesspiegel mit einem Wiedererstarken regionaler Identitäten in der Bundeshauptstadt Berlin.
Unter dem Titel Woher kommt der hässlichste Deutsche? schrieb der in Hamburg aufgewachsene Kolumnist Jan Fleischhauer 2013 auf Spiegel Online: „Wer glaubt, dass Überfremdungsängste ein Privileg der Rechten seien, ist lange nicht mehr vor die Tür getreten. Was dem Rechten der Muslim, ist dem Linken der Schwabe. Der Eindringling aus dem Südwesten der Republik steht für alles, was man in den aufgeklärten Kreisen für fremd und damit gefährlich hält.“ Der in Lörrach geborene und in Prenzlauer Berg lebende Kabarettist Florian Schroeder griff den Gedanken in seinem Programm Schwäbische Salafisten auf. Die in Stuttgart lebende Germanistin und Publizistin Hannelore Schlaffer bezog sich 2015 im Merkur auf Fleischhauers These. Sie schrieb:

„Der Schwabe ist der wiederauferstandene Spießer, provinziell, engstirnig, sauber, zungenschwer, treu und fest, der es dahin bringt, von „unserem Hauptstädtle“ zu sprechen. Nicht zufällig kommt der Affront gegen dies harmlose Gemüt aus Prenzlauer Berg, jenem Viertel, wo die zu wohnen bestrebt sind, die sich zur intellektuellen Avantgarde zählen und mittlerweile die Flucht vor den Bürgern aus Westdeutschland nach Kreuzberg oder Friedrichshain angetreten haben. […] Seit dem 19. Jahrhundert suchen Intellektuelle, weil sie sozial keine eindeutig definierte Schicht sind, nach einem Feindbild, das sie zusammenschließt, und erfinden sich das des Spießers. Dieser Neologismus ist ein Taufname; die so bezeichnete Gruppe aufersteht aus dem Wort. Akademischer Vorgänger dieser vornehmeren Form des Spießers, für den nun die Schwaben stehen, war der Philister.“

Der in Schwäbisch Gmünd geborene Journalist Peter Unfried schrieb 2021 in der taz, es seien häufig „urbane, emanzipatorische und antirassistische Linksliberale, die Menschenverachtung völlig zu Recht kritisieren, Schwabenverachtung aber für eine notwendige Tugend halten“ würden. Sie verbreiteten „identitäre Ressentiments über Schwaben“, die „kulturlose Materialisten seien, besessen davon, die Straße zu kehren, Maultaschen zu essen und viel Geld zu verdienen. Wobei mit dem Begriff ‚Schwaben‘ zumindest in Berlin auch gleich Badener, Kurpfälzer, Hohenloher und schlicht alle Baden-Württemberger mitdiskriminiert werden.“ Mit dem pejorativen Diminutiv „Ländle“ werde versucht, „die globale Bedeutung des Wirtschafts- und Kulturgiganten Baden-Württemberg zu ignorieren und das Klischee der Provinzdeppen durchzusetzen.“ Der in Remagen geborene Philosoph Markus Gabriel hatte den in Stuttgart geborenen Philosophen Georg Wilhelm Friedrich Hegel in einem Interview 2020 mit der Frankfurter Rundschau scherzhaft als „irgend so einen schwerfälligen Schwaben“ bezeichnet. Auf die Aussage von Unfried angesprochen, entschuldigte sich Gabriel dafür und bezeichnete „Schwabismus“ als verwerflich.

## „Berliner Schwabenstreit“ 2013

### Äußerungen von Wolfgang Thierse um den Jahreswechsel 2012/2013

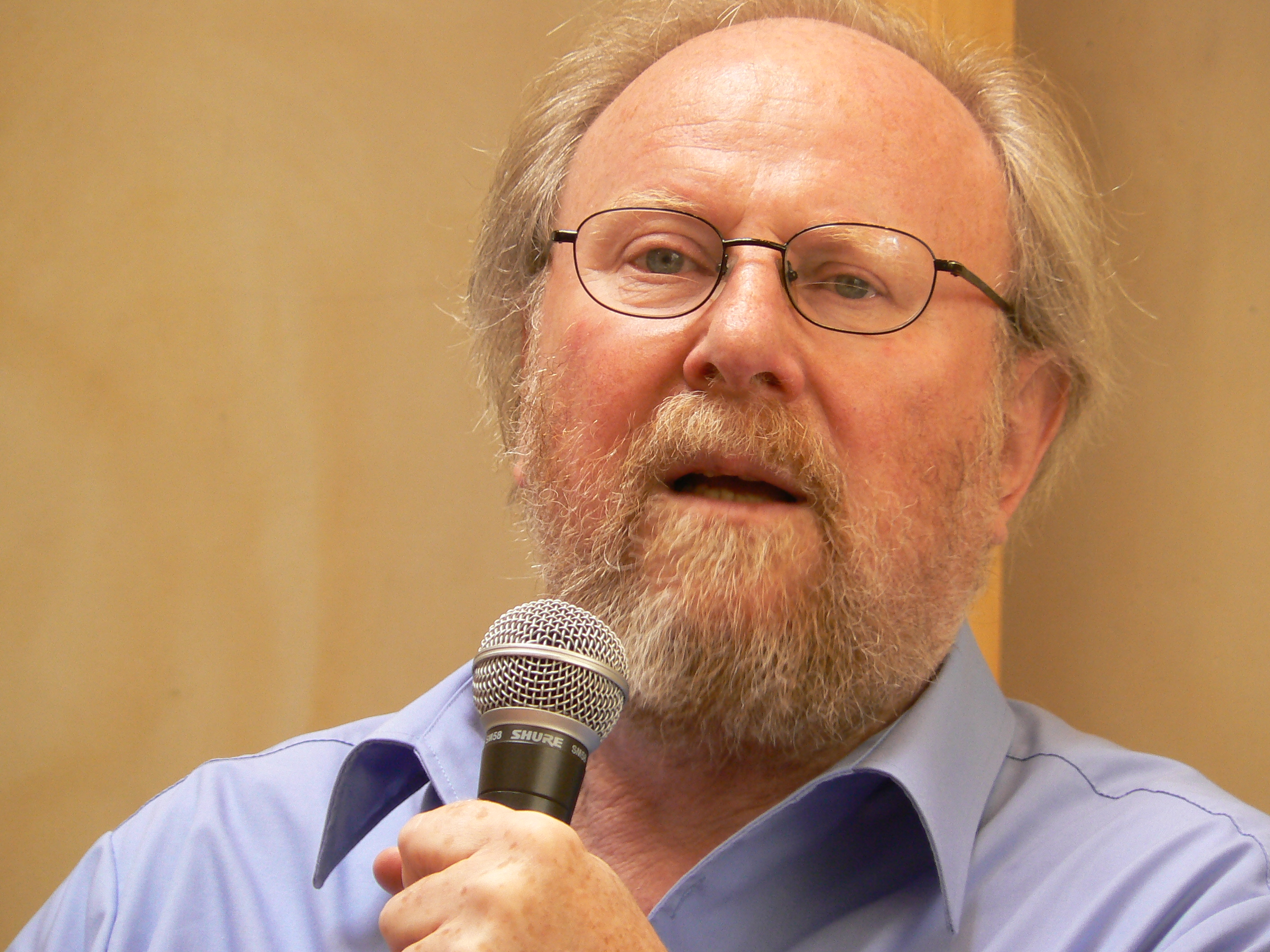
SPD-Politiker Wolfgang Thierse (2012)

Die von Medien als „Berliner Schwabenstreit“ bezeichnete Debatte begann nach Äußerungen von Bundestagsvizepräsident Wolfgang Thierse (SPD) in einem am 31. Dezember 2012 unter der Überschrift Schwaben sollen „Schrippe“ sagen – findet Thierse veröffentlichten Interview mit Florian Kain in der Berliner Morgenpost. Die Frage des Interviewers lautete: „Können Sie dem Nachbarschaftsmix mit den vielen Schwaben und Latte-Macchiato-Muttis etwas abgewinnen?“. Thierse antwortete:

„Was sollte ich dagegen haben, dass im Prenzlauer Berg besonders viele Eltern mit Kindern wohnen? Es ist schön, dass das kein vergreistes Stadtquartier ist. Es sind andere Dinge, die das alltägliche Zusammenleben manchmal strapaziös machen. Ich ärgere mich, wenn ich beim Bäcker erfahre, dass es keine Schrippen gibt, sondern Wecken. Da sage ich: In Berlin sagt man Schrippen, daran könnten sich selbst Schwaben gewöhnen. Genau das gleiche mit Pflaumendatschi. Was soll das? In Berlin heißt es Pflaumenkuchen. Da werde ich wirklich zum Verteidiger des berlinerischen Deutsch. Ich wünsche mir, dass die Schwaben begreifen, dass sie jetzt in Berlin sind. Und nicht mehr in ihrer Kleinstadt mit Kehrwoche. Sie kommen hierher, weil alles so bunt und so abenteuerlich und so quirlig ist, aber wenn sie eine gewisse Zeit da waren, dann wollen sie es wieder so haben wie zu Hause. Das passt nicht zusammen.“

Thierse hatte sich bereits in früheren Interviews über Zugezogene sowie den Öko-Wochenmarkt am Kollwitzplatz beklagt. Erst seine Äußerungen Ende 2012 führten jedoch im Januar 2013 zu einer bundesweiten Debatte. Der Journalist Peter Hahne warf Thierse Heuchelei vor. Er bediene das Argumentationsmuster der Ausländerfeindlichkeit, die er selbst so vehement bekämpfe. Der ehemalige baden-württembergische CDU-Ministerpräsident Günther Oettinger wandte ein, ohne die Schwaben wäre die Lebensqualität in Berlin nur schwer möglich, da sie viel Geld über den Länderfinanzausgleich zahlten. Der in Urach geborene Grünen-Politiker Cem Özdemir gab zu bedenken, dass viele Schwaben zum Arbeiten in die Hauptstadt kommen und man ihnen dankbar sein sollte. Der in Baden-Württemberg lebende FDP-Politiker Dirk Niebel bezeichnete den katholischen Thierse als „pietistischen Zickenbart“. Der Journalist Reinhard Mohr kritisierte, Thierse, der „gegen die Überfremdung der Urberliner Ackerkrume, wo alle zehn Meter die Hundescheiße dampft wie Currywurst“ kämpfe, sei selbst in Breslau geboren und in Thüringen aufgewachsen. Der Theatermacher Achim Ruppel wandte in der Berliner Morgenpost ein, der germanische Stamm der Sueben, auf den das Wort „Schwaben“ zurückgeht, habe die Region um das heutige Berlin bereits in der Antike besiedelt. Nach 3000 zum Teil hasserfüllten Protestmails hieß Thierse die Schwaben in Berlin ausdrücklich willkommen.
Nachdem das Interview für harsche Kritik gesorgt hatte, wurde Thierse dazu Anfang Januar im Spiegel befragt. Er gab an, es habe ihn „überrascht, mit welcher Humorlosigkeit und mit welcher preußischen Schärfe Schwaben auf ein paar ironisch formulierte Bemerkungen reagieren.“ Thierse sagte: „Wer das ganze Interview in der ‚Berliner Morgenpost‘ gelesen hat, weiß, dass es mit meiner ironischen Feststellung begonnen hat, dass ich in meinem Stadtteil eigentlich unter Artenschutz gestellt werden müsste, weil mehr als 90 Prozent der Menschen dort in den letzten zwanzig Jahren zugezogen sind. Ich gehöre also zu den letzten ‚Heimatverbliebenen‘.“ Wie viele Schwaben in Prenzlauer Berg lebten, wisse er nicht.

1999 gestartete Kampagne „Wir können alles. Außer Hochdeutsch“

Als erster Nichtschwabe erhielt Thierse Ende Januar 2013 die „Goldene Narrenschelle“ der Vereinigung Schwäbisch-Alemannischer Narrenzünfte (VSAN), die er als „Zeichen der preußisch-schwäbischen Versöhnung“ annahm. In seiner Rede sagte Thierse: „Der Schwabe kann alles außer Hochdeutsch. Ich kann nichts außer Hochdeutsch.“ Damit bezog er sich auf die 1999 unter dem baden-württembergischen Ministerpräsidenten Erwin Teufel von der Agentur Scholz & Friends entworfene PR-Kampagne mit dem Slogan „Wir können alles. Außer Hochdeutsch“, der 2017 zum beliebtesten Länderslogan gewählt wurde.
Nachdem sich Thierse 2021 kritisch zum Standpunkt der SPD in Fragen der Identitätspolitik geäußert hatte, wurde seine frühere ablehnende Haltung gegenüber Zugezogenen aus Schwaben in verschiedenen Kommentaren thematisiert.

### „Spätzle-Anschlag“ im Januar 2013

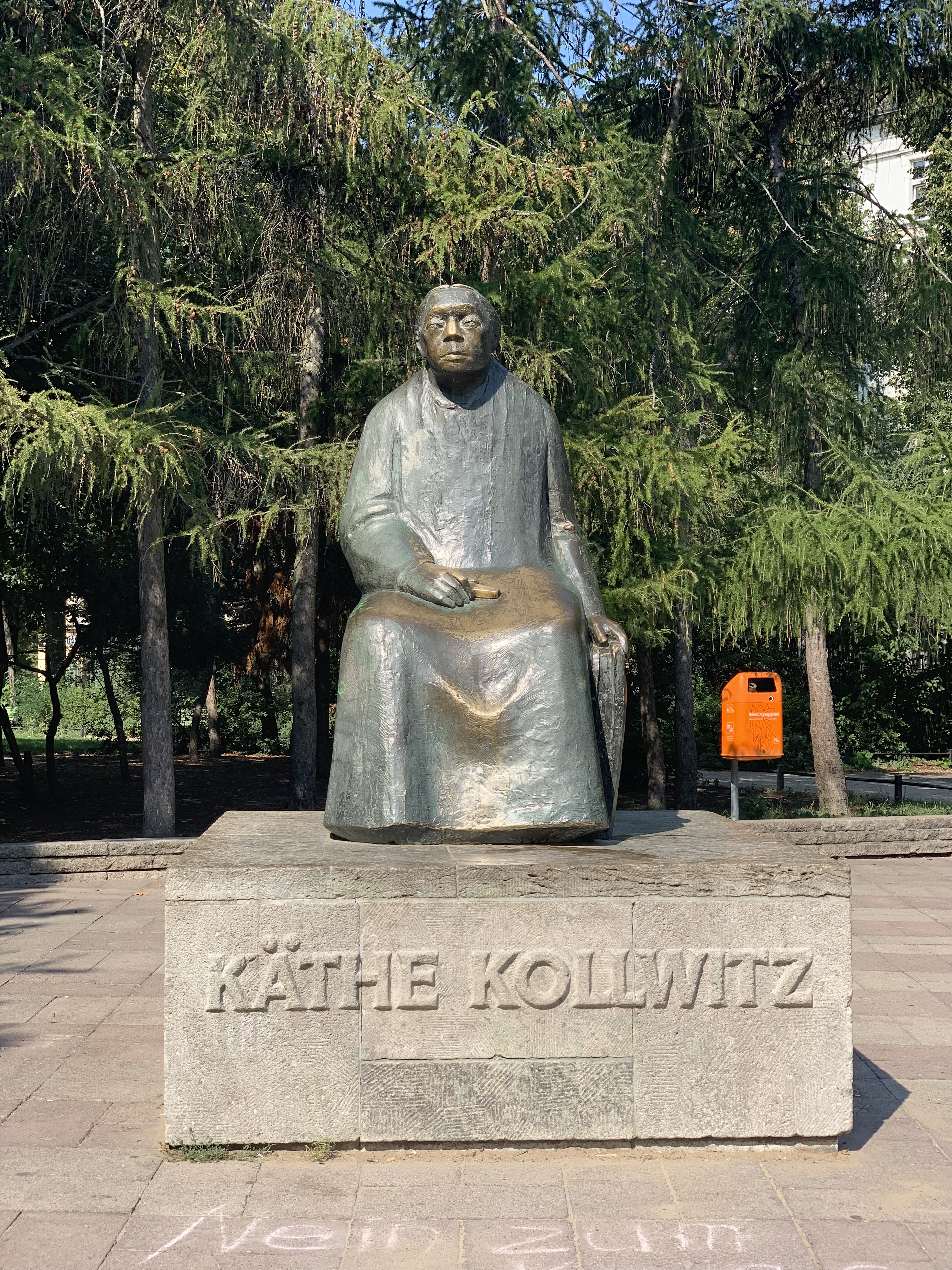
2013 mit Spätzle beschmierte Kollwitz-Statue (1950)

Einen Höhepunkt erreichte die Debatte Mitte Januar 2013, als die Spaßguerilla „Free Schwabylon“ das Käthe-Kollwitz-Denkmal auf dem Kollwitzplatz in Prenzlauer-Berg mit dem schwäbischen Traditionsgericht Spätzle bewarf und satirisch einen autonomen Bezirk für Schwaben rund um den Kollwitzplatz sowie die Ausweisung von Wolfgang Thierse forderte. Zunächst berichtete darüber das Portal Prenzlauer Berg Nachrichten, die Lokalpresse und das Vice-Magazin. Internationale Aufmerksamkeit erhielt der Vorfall durch einen Bericht in der New York Times. Der damalige Berliner Büroleiter Nicholas Kulish schrieb einen halbseitigen Artikel mit der Überschrift „Swabian Separatists Fling Spätzle to Make Their Point“ (deutsch: „Schwäbische Separatisten schmeißen Spätzle, um ihr Anliegen deutlich zu machen“), der mit einem großen Bild der mit Spätzle beworfenen Kollwitz-Statue abgedruckt war. Außerdem berichtete die italienische Zeitung La Stampa und das russische Portal Lenta.ru. Die Aktion wurde von der Süddeutschen Zeitung im Zusammenhang mit dem schwäbischen Wutbürger gedeutet, der im Zuge der Proteste gegen Stuttgart 21 bekannt und 2010 zum Wort des Jahres gewählt geworden war. Die Grünen-Politikerin Katrin Göring-Eckardt sprach vom „Werfen folkloristischer Teigwaren auf Denkmäler“ und sagte im Hinblick auf die Gentrifizierungsdebatte: „Solch heftiger Widerstand zeigt, wie groß die Not ist.“ Der Kollwitzverein kritisierte die „Spätzle-Attacke“ auf das Denkmal als „geschmacklos“. Der Name „Free Schwabylon“ bezog sich auf Aufkleber mit der Aufschrift „Welcome to Schwabylon“, an deren Verteilung der Autor Juri Sternburg ab 2011 beteiligt gewesen war. Sternburg kritisierte die Aktion in der taz. Die Gruppe „Free Schwabylon“ kündigte außerdem die satirische Errichtung einer Mauer aus Maultaschen an, um den autonomen Bezirk Schwabylon zu schützen. Die Aktion spielte auf die Berliner Mauer an.

### Weitere Aktionen

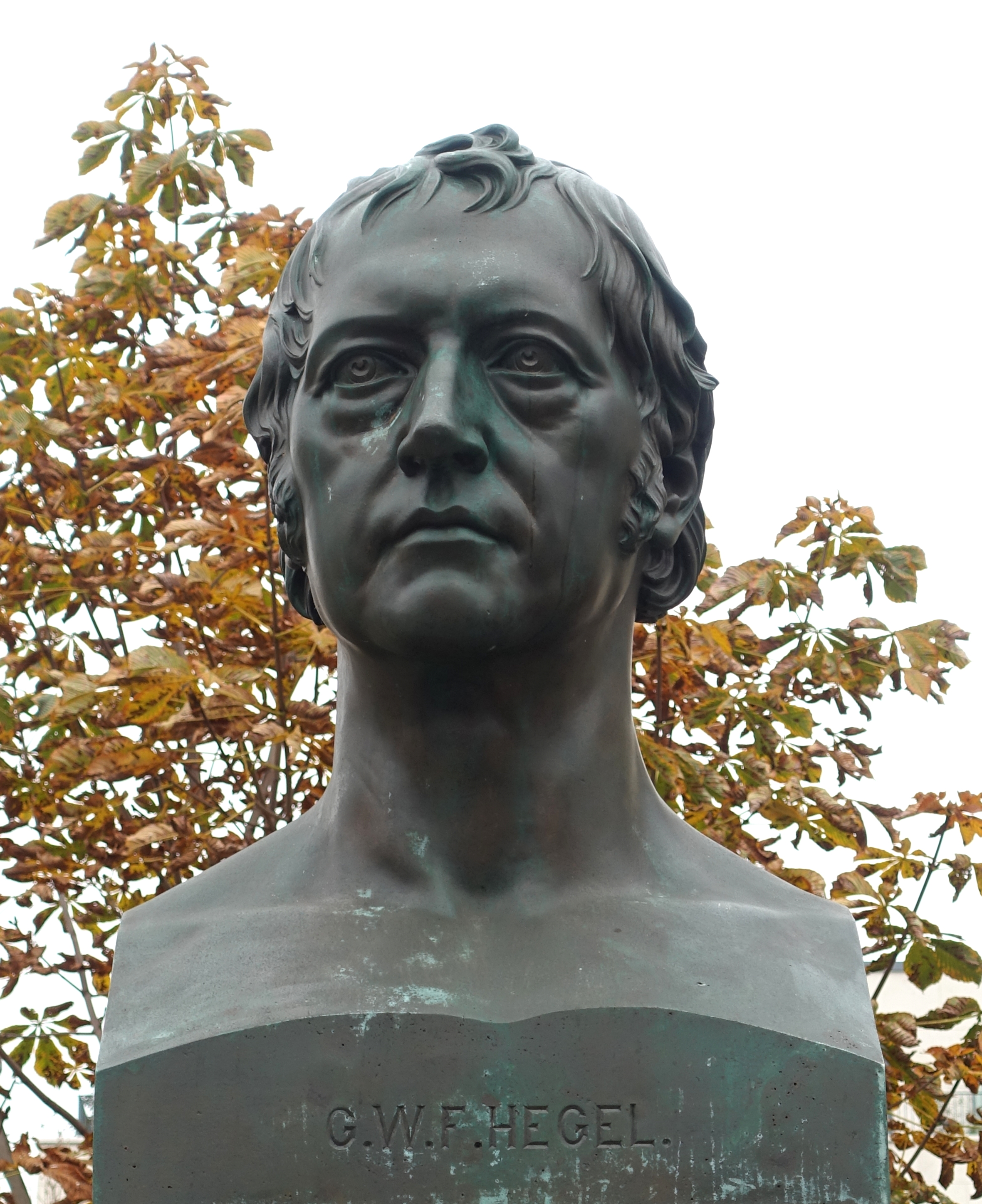
2013 mit Currywurst beschmierte Hegel-Statue (1872)

Später wurde über weitere Aktionen von Spaßguerillas im Zusammenhang mit Schwaben in Berlin berichtet: Im Februar 2013 überklebten drei Künstler aus Prenzlauer Berg, die sich als Bewegung „Neuschwabenberg“ bezeichneten, Straßenschilder des Bezirks mit schwäbischen Diminutiven, etwa „Kollwitzsträßle“ und „Wörther Gässle“. Die Aktion wurde mit dem Begriff des Schwabenstreichs bezeichnet.
Unbekannte sprühten im Mai das Graffito „Kauft nicht bei Schwab’n“ auf eine Häuserwand und spielten damit auf antisemitische Parolen aus der Zeit des Nationalsozialismus an. Der damalige Regierende Bürgermeister Klaus Wowereit (SPD) nannte dies „eine unsägliche Aktion, für die es keine Begründung gibt“. Innensenator Frank Henkel (CDU) als „geschmacklos“, da sie in der Rykestraße stattfand, in der sich eine Synagoge befindet.
Im Juni beschmierten Anonyme, die sich als Initiative „Schwaben ausbürgern“ bezeichneten, die Statue des in Stuttgart geborenen Philosophen Georg Wilhelm Friedrich Hegel am Hegelplatz mit Currywurst. Der Begriff „ausbürgern“ spielte auf die Ausbürgerung von Wolf Biermann an. Im Dezember 2014 beschmierten Anonyme unter dem Namen „BEGISSA – Berliner Eingeborene Gegen Investoren Schwäbischer bzw. Schweizer Abstammung“ die Statue des in Augsburg geborenen Dramatikers Bertolt Brecht vor dem Berliner Ensemble mit Kartoffelsalat. Die Abkürzung spielte auf die rechtsextreme Bewegung PEGIDA an. Die englische Ausgabe des Wall Street Journal berichtete 2014 über verschiedene Aktionen.
Die satirische Schändung von Denkmälern mit süddeutschen Lebensmitteln als politische Symbole im Ostteil Berlins war bereits nach der Wiedervereinigung diskutiert worden. Während der Debatte um den Abriss des Lenin-Denkmals am heutigen Friedrichshainer Platz der Vereinten Nationen veröffentlichte die West-Berliner Spaßguerilla Büro für ungewöhnliche Maßnahmen 1991 in der taz einen offenen Brief an den damaligen Bürgermeister Eberhard Diepgen. Darin wurde er dazu aufgefordert, „Lenin von einem Hebekran aus einen echten Pfälzer Saumagen ins Gesicht“ zu schleudern. Der Saumagen spielte auf das Lieblingsgericht des damaligen Bundeskanzlers Helmut Kohl an, der im Mai 1991 in Halle mit Eiern beworfen worden war.

## Weitere Erscheinungsformen

### Politik
- Der in Berlin-Lichterfelde geborene Grünen-Politiker Benedikt Lux sagte 2009 im Berliner Abgeordnetenhaus: „[W]enn das schwäbische Kind von seinem Ingenieursvater nicht mehr das Geld hat, um hier zu studieren und zu wohnen, dann wird es auch Berlin schlechter gehen.“[156] 2010 sagte er, die Einführung von „sehr repressiven schwäbischen Verhältnissen“ sei nicht das Ansinnen der Grünen.[157] Der in Hamburg geborene Politiker Alexander Morlang sagte 2016 als Fraktionsmitglied der Piratenpartei: „Genauso wie du hier 20 Jahre Klub haben kannst, und dann kommt ein Schwabe und sagt: Das ist aber zu laut. – Dann sagst du dem Schwaben: Geh nach Stuttgart! – Dann sagt er: Nein, Berlin ist ja so cool, aber nicht da, wo ich wohne. – Dann geh nicht in einen Szenekiez! – Da die Subkultur nicht mehr in der Lage ist, mit Sekundenkleber Haustürschlösser zu bearbeiten, bleibt der Schwabe. Das heißt, auch das revolutionäre Potenzial hat nicht mehr die Möglichkeiten, sich gegen diese Schwabifizierung zu wehren, und damit wird dann wieder Kultur zerstört.“[158]
- Die Satirepartei Die PARTEI schrieb in ihrem Programm zu den Berliner Abgeordnetenhauswahlen 2016 zum Thema „Asylsuchende“: „Die Partei steht geschlossen hinter der abstrusen Forderung Wolfgang Thierses, ein Zuzugsverbot für Schwaben durchzusetzen.“[159]
- Der baden-württembergische Ministerpräsident Winfried Kretschmann setzt sich seit den 2010er Jahren gegen die Diskriminierung aufgrund des schwäbischen Dialekts ein,[160][161] die auch als Linguizismus[162] bezeichnet wird.
- Im Wahlkampf zur Bundestagswahl 2017 warb der in Ost-Berlin aufgewachsene Linken-Politiker Stefan Liebich mit verschiedenen Aktionen um schwäbische Wähler in seinem Wahlkreis Berlin-Pankow, zu dem auch Prenzlauer Berg gehört. Der in Leonberg geborene Parteivorsitzende Bernd Riexinger sprach den schwäbischen Text zu einem Wahlkampfvideo, in dem Liebich dabei zu sehen ist, wie er Spätzle mit einer Spätzlepresse zubereitet.[163] Die Grünen warben in Prenzlauer Berg mit einem Plakat mit der Aufschrift „Das ganze Ländle zählt auf euch“, auf dem Cem Özdemir und der baden-württembergische Ministerpräsident Winfried Kretschmann abgebildet waren.[164]
- Der Tübinger Oberbürgermeister Boris Palmer sagte dem Tagesspiegel 2018 über seine Besuche in Berlin: „Wenn ich dort ankomme, denke ich immer: ,Vorsicht, Sie verlassen den funktionierenden Teil Deutschlands‘“. Die Aussage spielte auf das Schild am Checkpoint Charlie an, das während der Teilung Berlins das Verlassen der Sektorengrenze anzeigte. Berlins Regierender Bürgermeister Michael Müller (SPD) nannte die Äußerung einen „Generalangriff auf die Hauptstadt, der weder sachgerecht noch parteipolitisch zu erklären“ sei. Palmer arbeite in einer „dörflichen Struktur“, die in Berlin nicht zu finden sei.[165] Palmer entschuldigte sich später für die Aussage.[166]
- 2018 warb die Berliner Verkehrsgesellschaft BVG auf Bussen mit dem Slogan „Liebe Schwaben, wir bringen Euch gerne zum Flughafen“. Ein Mann aus Schwaben reichte im Petitionsausschuss des Abgeordnetenhauses eine Petition gegen den Werbespruch ein. Die BVG verwies in ihrer Antwort darauf, dass zum Spruch der Nachsatz „Und auf Wunsch auch wieder zurück“ gehöre. Der Ausschuss lehnte die Eingabe mit der Begründung ab, dass der schwäbische Kabarettist und Schauspieler Bernd Gnann in Berlin Aufkleber mit dem Logo von Biberach verteilt hatte,[167] auf denen stand: „Wir nehmen Schwaben zurück.“[168]
- Während der Proteste gegen Schutzmaßnahmen zur COVID-19-Pandemie in Deutschland ab dem Jahr 2020 riefen Organisatoren der in Stuttgart unter dem Titel „Querdenken 711“ stattfindenden Demonstrationen zu Versammlungen in Berlin auf. Verschiedene Medien brachten den Aufruf in Zusammenhang mit der Debatte um Schwaben in Berlin.[169][170][171] Zahlreiche Reportagen setzten sich mit den Gründen für die starke Resonanz der ab 2021 vom Bundesverfassungsschutz beobachteten Querdenken-Bewegung in Schwaben auseinander.[172][173][174][175][176][177][178]
- Auf dem Berliner Grünen-Parteitag im März 2021 sagte die in Augsburg geborene Bürgermeisterkandidatin Bettina Jarasch, sie habe als Kind „Indianerhäuptling“ werden wollen. Nachdem sie von einigen Delegierten für den diskriminierenden Sprachgebrauch kritisiert wurde, verwies Jan Fleischhauer bei ServusTV auf ihre schwäbische Herkunft. Untergegangen in der Debatte seien „die Gefühle indigener Ost-Berliner, wenn sich eine bayrische Schwäbin mit Wohnsitz in Kreuzberg erst den Wahlbezirk Pankow kulturell aneignet und dann auch noch ,Chief‘ von ganz Berlin werden“ wolle.[179][180]

### Satirische und künstlerische Rezeption
- Ab den 2000er Jahren trat der in West-Berlin geborene Musiker und Zeichner Fil in der Fil & Sharkey Show mit dem Stück Schwaben auf. Im Refrain heißt es: „Schwabe, bist du Berliner?“.[181] Auch in seinen Comics verwendete er das Stereotyp,[182] etwa im Band Didi & Stulle 5: Die Galgenvögel von St. Tropez (2006).[183]
- 2010 gründete der Schauspieler und Regisseur Achim Ruppel die Kabarett-Initiative „Schwaben in Berlin“.[184] Das erste Stück der Gruppe trug den Titel „Der Schwabe ist an allem schuld“.[185] 2011 wurde ein Autorenwettbewerb ausgelobt und daraus 2012 das Theaterstück „Schwabenhatz“[186] im Rahmen einer Kulturwoche, der „Schwabiennale“,[187] aufgeführt.[188][189][190]
- 2011 griff der Cartoonist OL das Thema in seinem Band Die Mütter vom Kollwitzplatz auf. Darin sagt eine verschleierte Frau mit Kinderwagen zu einer anderen: „Wie soll Kind Deutsch lernen, wenn in Kita alle sprechen Schwäbisch?“.[191]
- Im Film Oh Boy (2012) spielt die in Bietigheim-Bissingen aufgewachsene Schauspielerin Katharina Hauck eine schwäbische Café-Angestellte in Prenzlauer Berg.[192]
- Im Comic Eine weitere Giftblüte des Hasses auf "Hipster" und "Schwaben" (2013) von Katz & Goldt wird ein als Hipster bezeichneter Mann in Berlin Opfer eines „Rasurüberfalls“, bei dem sein gepflegter Bart verunstaltet wird. Ein Kollege fragt ihn: „Na ...? Unheimliche Begegnung mit einem Schwabenhasser gehabt?“.[193][194]
- Die in Esslingen am Neckar geborene Schauspielerin Bärbel Stolz wurde 2014 über ihren Youtube-Kanal Die Prenzlschwäbin bekannt. Darin parodiert sie das Klischee von Schwaben in Berlin in schwäbischem Dialekt.[195][196][197] Bekannt wurde ihr Video mit dem Titel Isch des bio? nach dem sie ein Buch benannte.[198]
- Der in Hamburg geborene Möbeldesigner und Konzeptkünstler Rafael Horzon kommentierte 2020 die Proteste gegen die Räumung der besetzen Liebigstraße 34, nachdem dabei sein Geschäft auf der Torstraße beschädigt worden war. Gegenüber Bild kritisierte Horzon die Demonstranten aus der linksradikalen Szene: „Die traurige Wahrheit ist ja, dass diese Hosentaschen-Revolutionäre selber zu 99 Prozent aus dem schwäbischen Mittelstand kommen, genauso wie die Gentrifizierer, die sie angeblich bekämpfen. Der Hass auf die Gentrifizierer ist ja in Wirklichkeit Selbsthass und Scham über ihre eigene provinzielle Herkunft.“[199]
- 2021 verglich der in Stuttgart geborene und in Berlin lebende Komiker Aurel Mertz die Schwaben in Berlin in der Instagram-Serie Aurel satirisch mit kriminellen Clans. Der im Stil einer Reportage produzierte Beitrag „Schwaben – Gefährliche Macht“ greift zahlreiche Klischees über Schwaben auf. So würden diese ihre Mitmenschen mit Anzeigen gegen Ordnungswidrigkeiten erpressen, zu Zwecken des Greenwashings Fleisch in Maultaschen verstecken und nach und nach ganze Stadtbezirke aufkaufen.[200]
- In der 2021 auf Berlinerisch erschienen Mundartausgabe Schwabylon Berlin des Asterix-Bands Gallien in Gefahr kommt ein Hochdeutsch sprechender Alien aus „Schwabylon“ nach Berlin.[201]
- 2023 warb die BVG mit Plakaten für das Deutschlandticket, die den Slogan „Liebe Schwaben, ihr könnt günschtig nach Hause fahren“ verwendeten. Der Verkehrs- und Tarifverbund Stuttgart reagierte mit einem Plakat und dem Slogan „Jetzt gangad m’r denne Berliner mal so richtig auf d’Nerva.“[202]

### Forschung
- Angelika Brieschke, Utz Jeggle et al. (Hrsg.): Schwabenbilder. Zur Konstruktion eines Regionalcharakters; Begleitband zur Ausstellung „Schwabenbilder“ im Haspelturm des Tübinger Schlosses, Ludwig-Uhland-Institut für Empirische Kulturwissenschaft der Universität Tübingen, Tübingen: TTV 1997, ISBN 3-925340-97-1, PDF
- Hartmut Häußermann: Institutionentransfer, soziale Konflikte und einheitsstiftende Theorie – die Interpretation gesellschaftlichen Wandels am Beispiel der Stadtemeuerung im Bezirk Prenzlauer Berg. In: K. Hinrichs, H. Kitschelt, H. Wiesenthal (Hrsg.): Kontingenz und Krise. Institutionenpolitik in kapitalistischen und postsozialistischen Gesellschaften. Frankfurt am Main, New York: Campus, 2000, S. 219–241.
- Martina Schöller: Von Schwaben nach Berlin: eine empirische Untersuchung zur Bedeutung von Herkunft für Binnenmigrationen. Magisterarbeit Universität Tübingen, Tübingen 2004.
- Verein zur Erforschung und Darstellung der Geschichte Kreuzbergs e. V., FHXB Friedrichshain-Kreuzberg Museum, Gesellschaft für interregionalen Kulturaustausch e. V., plateau gelb – büro für mediales (Hg.): Ein jeder nach seiner Façon? 300 Jahre Zuwanderung nach Kreuzberg und Friedrichshain. Eine interaktive CD-ROM zur Geschichte der Zuwanderung, Berlin 2005, ISBN 3-935810-04-0
- Thomas Bürk, Thomas Götz: „Schwaben in Berlin: Metamorphosen einer kulturellen Figur und ihrer urbanen Topographien“. In: Orte – Situationen – Atmosphären: kulturanalytische Skizzen. Hrsg. von Beate Binder u. a. Campus, Frankfurt am Main 2010, ISBN 978-3-593-39269-1, S. 307–320.
- Eckhard Hammel: ‚Hure Schwabylon‘. Über die Bundeshauptstadt und den Schwabenhass. In: Edition CultD, 2013, Archivseite
- Brenda Strohmaier: Wie man lernt, Berliner zu sein: Die deutsche Hauptstadt als konjunktiver Erfahrungsraum. Campus Verlag 2014.
- Ingo W. Warnke: Abkehr vom Dialog. Selbstsegregation im urbanen Sprachraum Berlins. In: Meier, Simon / Rellstab, Dr Daniel H. / Schiewer, Gesine L.: Dialog und (Inter-)Kulturalität: Theorien, Konzepte, empirische Befunde. Tübingen: Narr Francke Attempto, 2014, S. 275–293.
- Knut Petzold: „Vom methodologischen Kosmopolitismus zum methodologischen Lokalismus“. In: Behrens, Melanie, Bukow, Wolf-Dietrich, Cudak, Karin, & Strünck, Christoph (Hrsg.): Inclusive City. Überlegungen zum gegenwärtigen Verhältnis von Mobilität und Diversität in der Stadtgesellschaft. Wiesbaden 2015, S. 97–115, S. 104–106.
- Henrik Schultze: Die Grenzen sozialer und räumlicher Zugehörigkeit. Dissertation, Humboldt-Universität zu Berlin, 2017, PDF
- Paweł Kubiak: Ethnophaulismen in translatorischer Perspektive. In: Glottodidactica. An International Journal of Applied Linguistics, 44(1) 2017, S. 77–96, PDF
- Daniele Valisena, Roger Norum: „Bin ich ein Berliner? Graffiti as layered public archive and socio-ecological methodology“. In: Green Letters. Band 23, Nr. 1, 2. Januar 2019, ISSN 1468-8417, S. 83–102, Online
- Florence Feiereisen, Erin Sassin: Sounding Out the Symptoms of Gentrification in Berlin. In: Resonance (2021) 2 (1), S. 27–51, Online

### Publizistik, Literatur und Satire
- Harry Nutt: ‚Wohl’n Wessi, wa?‘ In: Margret Iversen (Hrsg.): Nie wieder Berlin. Berlin-Wortwechsel. Berlin 1989, S. 139–146.
- Ute Scheub: ,Aber in Schtuttgart isch’s au scheee‘. Schwaben auf Stadtrundfahrt in Berlin / Frust über das Verschwinden der Mauer / ,Die Oschtler, die leischtet doch nix‘. taz, 2. April 1991 (taz.de).
- Philipp Maußhardt: Wie sag ich’s meinem Schwaben? Hausbesetzer besuchen ihren Hausbesitzer. In: Die Zeit. 6. September 1991 (zeit.de).
- Mathias Wedel: Leinenzwang für Schwaben. Berlin: Eulenspiegel 2000, ISBN 3-359-00999-1.
- Christoph Villinger: Gelbfiaßler und Schwobaseckel. Das Kreuzberg-Museum zeigt eine Ausstellung über 300 Jahre Migration nach Kreuzberg. Die größte Zuwanderergruppe stammt aus Schwaben. Jungle World, 27. April 2005 (jungle.world).
- Harald Schmidt [2009]: Schwaben. In: ders.: Fleischlos schwanger mit Pilates. Erfolgreiche Frauen sagen, wie es geht. Kiepenheuer & Witsch, Köln 2011, ISBN 978-3-462-04293-1 (focus.de).
- Nina Apin, Bert Schulz: Montagsinterview Schwabenwirt Berthold Schöttle: „Als die Mauer fiel, kamen auch die anderen Schwaben“. In: Die Tageszeitung. 20. Dezember 2009 (taz.de).
- Katja Kullmann: Echtleben. Warum es heute so kompliziert ist, eine Haltung zu haben. Eichborn, 2011, ISBN 978-3-8218-6535-5.
- Anja Maier: Lassen Sie mich durch, ich bin Mutter. Von Edel-Eltern und ihren Bestimmerkindern. Bastei Lübbe Taschenbuch, Köln 2011, ISBN 978-3-404-60299-5.
- Sascha Lange: Das wird mein Jahr (Roman). Aufbau-Verlag, Berlin 2011, ISBN 978-3-7466-2635-2.
- Bov Bjerg: Großmaultaschenliebe – Ostberliner Schwabenhass. In: Moritz Kienast (Hrsg.): I hate Berlin. Unsere überschätzte Hauptstadt. Bastei Lübbe, Köln 2011, ISBN 978-3-431-03847-7, S. 161–168 (books.google.de).
- Ulrich Kienzle: Ulrich Kienzle und die Siebzehn Schwaben. Eine Reise zu eigenwilligen Deutschen. Edition Sagas, Stuttgart 2012, ISBN 978-3-9812510-4-3.
- Peter Unfried: Autorität ist, wenn die Kinder durchgreifen: Wahre Geschichten aus der Familienhölle. Ludwig Buchverlag, 2012, ISBN 3-453-28044-X, Auszug
- Martin Hyun: Ohne Fleiß kein Reis: Wie ich ein guter Deutscher wurde. btb Verlag, 2012, ISBN 978-3-641-07331-2.
- Jan Fleischhauer [2013]: Über den hässlichen Deutschen. In: ders.: How dare you. Vom Vorteil, eine eigene Meinung zu haben, wenn alle dasselbe denken, München, Siedler 2020, ISBN 978-3-8275-0140-0, S. 33–35 (spiegel.de).
- Felix Huby, Hans Münch: Die Schwaben und die Republik – So semmer halt! Belser, 2013, ISBN 978-3-7630-2655-5.
- Holger Witzel: Gib Wessis eine Chance. Neue Beiträge zur Völkerverständigung, Gütersloh 2013, ISBN 978-3-579-06642-4.
- Hannelore Schlaffer: Philister, Spießer, Schwaben. In: Merkur 69,4 (April 2015), S. 87–95 (PDF; 144 kB) (Memento vom 2. April 2015 im Internet Archive).
- Eva Gritzmann, Denis Scheck: Solons Vermächtnis: Vom richtigen Zeitpunkt im Leben. Berlin Verlag, 2015, ISBN 978-3-8270-7840-7.
- Christoph Sonntag: So, jetzt wär des au g’schwätzt – Warum man uns Schwaben gerne mal gern haben kann, Heyne Verlag 2015, ISBN 3-453-60334-6.
- Johannes Wilkes: Das kleine Schwaben-Buch. ars vivendi verlag, Cadolzburg 2016, ISBN 978-3-86913-872-5.
- Lorenz Maroldt, Harald Martenstein: Berlin in hundert Kapiteln, von denen leider nur dreizehn fertig wurden, Ullstein, 2020, ISBN 978-3-550-20010-6.
- Florian Werner: Der Stuttgart-Komplex. Streifzüge durch die deutsche Gegenwart. Klett-Cotta, Stuttgart 2022, ISBN 978-3-608-96584-1.